# لورانس هاريس
لورانس هاريس (بالإنجليزية: Lawrence Harris)‏ هو رسام أمريكي، ولد في 1937 في كولورادو سبرينغس في الولايات المتحدة.